# D23 (迪士尼)
D23，亦稱為迪士尼D23（英語：Disney D23），是華特迪士尼公司官方的粉絲俱樂部，成立於2009年。該組織以每兩年舉行一次的活動——D23：終極迪士尼粉絲活動（舊稱D23博覽會）聞名。其中名稱中的D代表迪士尼，而23則象徵1923年，即華特·迪士尼創辦公司的年份。
D23的會員分為免費和金級兩個層級。會員可享受季度刊物、年度禮物、活動邀請、獨家商品優惠以及D23博覽會的門票折扣與優先入場等權益。

## 概要

自2009年創立至2023年使用的主標誌。

2009年3月10日，時任迪士尼CEO鲍勃·艾格在公司年度會議上正式推出D23。同年，D23於聖地牙哥動漫展設置展位，並於9月10日至13日舉辦首屆D23博覽會。2010年3月，D23宣布博覽會將改為每兩年舉辦一次，並於非博覽會年份舉辦「Destination D」活動。2013年2月，迪士尼公司日本宣布首屆D23日本博覽會將於2013年10月12日至14日舉行。
2013年4月，D23與特纳经典电影频道合作舉辦《白雪公主》75週年紀念放映會，並由柯克·道格拉斯主持《海底兩萬里》的修復版放映，此片經由原始膠片重新製作完成。同年9月底，D23負責人史蒂芬·克拉克卸任，2014年1月，亞當·桑德森接任高級副總裁，負責企業傳訊及迪士尼檔案館相關業務。在2014年11月21日舉辦的Destination D週末活動上，桑德森宣布將取消銀級會員方案。
2018年10月，迪士尼郵輪推出「Disney at Sea with D23」，這是30分鐘的娛樂新聞節目，涵蓋迪士尼旗下多個子公司內容，節目最初在迪士尼奇妙號郵輪上播出。

## 活動
D23組織了多種類型的活動，包括：
- D23博覽會（2009年至今）：每兩年舉辦一次的大型活動。
- Destination D（2010年至今）：規模較小的雙年活動，與博覽會交替舉行。
- Disneyland '55（2010年9月24至25日）：於迪士尼樂園飯店的大宴會廳舉辦。
- Attraction Rewind（2014年11月21日至23日）：地點位於迪士尼當代度假村（英语：Disney's Contemporary Resort），包含米奇的格倫代爾商店快閃店、華特迪士尼檔案館珍藏展，展示迪士尼樂園和紐約世博會的收藏品，以及電影《明日世界》的搶先預覽。
- 特別放映：包括迪士尼工作室的經典動畫片放映及專題討論。
- 與傳奇共進午餐（2014年至今）：與迪士尼傳奇人物共度午餐。
- D23日：一年三次的華特迪士尼工作室與檔案館參觀活動。
- 會員VIP工作室參觀（2015年起）：金級會員可於工作日參加，包含傳奇午餐及獨特禮品。
- 點亮節日季（2015年起）：原為迪士尼員工的年度活動，D23會員版本於工作室內舉行，包括唱頌聖誕歌曲、熱可可及點燈儀式。
- 會員夜：觀看《新聞人》巡演（2015年至今）[7]
- 幕後體驗（2015年至今）：提供深入了解迪士尼的機會。
- 會員聚會：在迪士尼商店舉行的活動，包括會員專屬購物早晨、折扣、遊戲與禮品。
- 迪士尼周年慶典

## D23博覽會
D23博覽會被定義為每兩年舉行的盛大活動，其特色包括宣傳華特迪士尼公司所提供的最新計畫及相關內容，包含迪士尼傳奇頒獎典禮、迪士尼樂園未來的景點、電影及項目、限量商品快閃店、迪士尼歷史主題座談會、粉絲服裝比賽、紀念品交易市集、檔案館策劃展覽、粉絲藝術比賽（2013年至今）等活動。
《紐約時報》曾形容D23博覽會為「既令人驚嘆又令人敬畏的盛會，展現了迪士尼的產品、傳奇故事與角色如何深深嵌入文化脈絡之中。」

### 2009年
首屆D23博覽會於2009年9月10日至13日在加利福尼亞州阿納海姆會議中心舉行。活動內容包括華特迪士尼創意部的展區，展示未來景點的模型與項目。企業社會責任專區，提供拍照機會並介紹為海外駐軍與無家可歸者設計的計劃。迪士尼消費品展區、夢想商店、檔案館展出的服裝與道具及收藏家論壇等。
活動場地包括D23競技場、23號舞台、說書人劇院及華特迪士尼工作室劇院。此次活動亦宣傳了多個未來計劃，包含神奇王國的幻想世界擴建計劃、對迪士尼樂園與迪士尼好萊塢夢工場的《星際旅行》的翻新、改編自披頭士樂隊《黃色潛水艇》的電影、《加勒比海盗4：惊涛怪浪》的片名與訂於2011年夏季上映的消息，以及一部全新《布偶秀》電影，在該屆活動也公開部分未來電影項目的片段與搶先預覽，包括《降落預備》、《魔髮奇緣》、《美女與野獸3D版》、迪士尼數位3D布偶短片，以及吉勒摩·戴托羅主導的電影系列。
此次活動登場的明星嘉賓包括約翰·屈伏塔、尼古拉斯·凯奇、帕特里夏·希顿、凱爾塞·格拉瑪、提姆·波頓、賽琳娜·戈梅茲、唐尼·奧斯蒙、湯姆·貝吉隆、金·約翰遜、貝蒂·懷特、羅賓·威廉斯、約瑟夫·范恩斯，以及以傑克船長身份登場的強尼·戴普。演出嘉賓則包括麥莉·希拉、榮譽社樂團及布偶團隊。

### 2010年
在該年度股東大會上宣布，D23博覽會不會在當年舉行，而是於2011年8月19日至21日重返阿納海姆會議中心。作為替代，2010年9月24日至25日，一個全新活動「Destination D」首次亮相，地點為阿納海姆迪士尼樂園酒店的大宴會廳。
「Destination D」每年會設置不同主題，2010年的主題為「迪士尼樂園1955」，並計劃與D23博覽會輪流舉行。

### 2011年
為紀念華特迪士尼世界的40週年，2011年的Destination D活動於5月14日至15日在華特迪士尼世界的迪士尼當代度假村舉行。
第二屆D23博覽會於2011年8月19日至21日在加利福尼亞州阿納海姆會議中心舉行，整體形式延續2009年的首屆博覽會，但展區進一步擴展，包括新增迪士尼頻道、迪士尼电台、收藏家論壇、华特迪士尼公司、迪士尼生活、迪士尼企業公民及迪士尼互動集團等專區。一個全新展區「項目旋轉木馬」由華特迪士尼幻想工程設計，展示即將在全球迪士尼樂園推出的重點項目，延續2009年華特迪士尼創意部展區的風格。
該博覽會延續了D23夢想商店的陣容，同時新增其他限定商店。收藏家論壇則吸引了大量迪士尼收藏品愛好者，並提供與迪士尼迷俱樂部、Mouse Planet、Mice Chat、《隱藏米奇》作者南希·坦普爾·羅德里格及藝術家布萊恩·魯德交流的機會。該會場活動分布於D23競技場、23號舞台、28號舞台、「明星集結」紅毯區、迪士尼生活展區的故事舞台，以及迪士尼頻道/廣播舞台。迪士尼頻道舞台的表演嘉賓包括可可·琼斯、琪娜·安妮·麥克連，並首次揭示廣播迪士尼的「下一個大明星」計劃。此外還有由里奥·霍华德帶來的空手道表演。觀眾還可與多部節目的演員見面，如《查莉成长日记》、《傑克與夢幻島海盜》、《檸檬嘴》、《鬧青春》、《飛哥與小佛》、《功夫Wasabi》、《魚樂圈》、《王牌兄弟》等節目。23號舞台提供華特迪士尼工作室和ABC工作室的多項新作搶先看，包括《復仇者聯盟》、《布偶大電影》、《勇敢傳說》、《怪獸大學》、《童话镇》和《登陸準備：頑皮與乖巧》。活動還慶祝了皮克斯成立25週年。28號舞台舉行多場由華特迪士尼創意部主導的專題講座，涵蓋迪士尼郵輪、汽車天地、布埃納維斯塔街、《星際旅行：冒險繼續》、《小美人魚：愛麗兒的海底探險》以及迪士尼樂園和華特迪士尼世界的歷史照片與影片展示。
8月18日（博覽會開始前一天）舉行了首屆終極迪士尼粉絲知識競賽（UDTT）的初賽，從數千人中篩選至100人，再從100人縮減至20人。主持人丹尼爾·羅布克最終選出三位決賽選手。經過兩天激烈的問答環節，約翰·庫羅斯基奪冠，其名字刻於饭桶博士獎盃上並收藏於華特迪士尼檔案館。此外，他還贏得了一次迪士尼夢幻號郵輪的預覽航行，該郵輪於2012年正式向公眾開放。
D23競技場舉辦了多項具有里程碑意義的活動。其中，迪士尼傳奇頒獎典禮為第二次舉行，本屆共表彰了12位對迪士尼公司有傑出貢獻的人士，包括茱蒂·班森、巴頓·博伊德、吉姆·亨森、琳達·拉金、佩吉·歐哈拉、雷吉斯·菲爾賓、阿妮卡·諾尼·羅斯、莉亞·莎隆嘉、雷·華森、蓋伊·威廉斯，以及傑克與博尼塔·拉瑟夫婦。

### 2012年
2012年的Destination D活動於8月11日至12日在加州阿納海姆的迪士尼樂園酒店宴會廳舉行，主題是慶祝迪士尼動畫長片75週年。活動聚焦於這些影史標誌性影片的藝術、敘事、音樂、配音、創意和技術革新。

### 2013年
第三屆D23博覽會於2013年8月9日至11日在加州阿納海姆會議中心舉行。官方估計參加人數約為65,000人。華特迪士尼工作室在活動中展示了多部真人電影的獨家片段，包括《大夢想家》、《黑魔女：沉睡魔咒》、《布偶歷險記：全面追緝》、《明日世界》和《雷神2：黑暗世界》。動畫作品方面，則有《恐龙当家》、《冰雪奇缘》、《派對中心》、《米奇拯救米妮大作戰》、《海底总动员2：多莉去哪儿》和《腦筋急轉彎》等。
首次亮相的卢卡斯影业舉辦了名為「星戰速成課：星際大戰101」的專題講座，由巴勃罗·伊达尔戈主持。華特迪士尼樂園及度假村則展示了與潘多拉星球主題區、未來的星際大戰設施、迪士尼魔法號的復仇者學院、迪士尼之泉及上海迪士尼樂園相關的展區。
首屆D23日本博覽會於2013年10月12日至14日在東京迪士尼度假區的舞濱地區舉行。本次活動慶祝了多個重要里程碑，包括公司90週年、東京迪士尼度假區30週年、迪士尼頻道10週年、迪士尼手機服務5週年、迪士尼JCB信用卡5週年及Dlife頻道1週年。這是首次在日本舉辦的迪士尼粉絲活動。

### 2014年
2014年的Destination D活動於11月22日至23日在佛羅里達州的迪士尼世界度假區當代度假酒店舉行，重點回顧了迪士尼樂園歷史上的經典設施。

### 2015年
第四屆D23博覽會於2015年8月14日至16日在加州阿納海姆會議中心舉行。皮克斯及華特迪士尼動畫工作室展示了《恐龍當家》、《海底總動員2：多莉去哪兒》、《動物方城市》、《海洋奇缘》、《玩具總動員4》和《可可夜總會》的首度片段。漫威影业則發布了《美国队长3》的片段及《奇異博士》的概念藝術。盧卡斯影業則帶來了《星際大戰：原力覺醒》的預告片。華特迪士尼影業則展示了多部作品，包括《魔境夢遊：時光怪客》、《奇幻森林》、《美女與野獸》、《加勒比海盜5：死無對證》、《尋龍傳說》、《怒海救援》和《逐夢棋緣》。此外，本次活動還首次揭露了《超人特攻隊2》和《汽車總動員3》的標誌設計。
迪士尼互動部門展示了數款遊戲，包括《星際大戰：前線》、《迪士尼無限世界3.0》和《王國之心III》，並提供全新遊戲片段和預告片。博覽會最後，華特迪士尼公司執行長鮑勃·艾格宣布，迪士尼計畫為加州迪士尼樂園和迪士尼好萊塢影城新增星際大戰主題園區。
其他活動還包括迪士尼舞台音樂劇原創作品的特別展演「Disney on Broadway: The Originals」、《冰雪奇緣》的音樂慶典「Frozen FANdemonium」以及紀念《玩具總動員》上映20週年的專場活動。第二屆D23日本博覽會則於2015年11月6日至8日在東京迪士尼度假區舉行。

### 2016年
2016年的Destination D活動於11月19日至20日在佛羅里達州迪士尼世界度假區的當代度假酒店舉行，主題聚焦於「奇妙冒險」。

### 2017年
第五屆D23博覽會於2017年7月14日至16日在加州阿納海姆會議中心舉行。活動中，皮克斯和華特迪士尼動畫工作室展示了《無敵破壞王2：網路大暴走》、《超人特攻隊2》和《可可夜總會》的首度片段；盧卡斯影業展示《STAR WARS：最後的絕地武士》的幕後花絮；漫威影業則展示《復仇者聯盟3：無限之戰》的搶先片段。華特迪士尼影業則首度公開了《時間的皺摺》、《歡樂滿人間2》、《胡桃鉗與奇幻四國》和真人版《獅子王》的預告，並宣布了真人版《阿拉丁》的演員陣容。
此外，華特迪士尼樂園與度假村公布，加州迪士尼樂園與迪士尼好萊塢影城的新「星際大戰」主題園區將命名為「星球大戰：銀河邊緣」，並在會場展示了園區的縮尺模型。其他特別活動包括《魔髮奇緣：電視影集》與《雪寶的佳節冒險》的展示，以及為紀念《大力士》上映20週年的特別展演。根據《紐約時報》的估算，本次博覽會約有10萬人參與。

### 2018年
第三屆D23日本博覽會於2018年2月10日至12日在東京迪士尼度假區舉行。同年Destination D活動於11月16日至18日在佛羅里達州迪士尼世界度假區的當代度假酒店舉行，主題為慶祝米奇老鼠。

### 2019年
第六屆D23博覽會於2019年8月23日至25日在加州阿納海姆會議中心舉行。皮克斯與華特迪士尼動畫工作室展示了《冰雪奇緣2》、《½的魔法》、《靈魂急轉彎》的片段，並宣布了《尋龍使者：拉雅》的製作。漫威影業帶來《黑寡婦》、《永恆族》的首度片段，並宣布了《月光騎士》、《驚奇少女》、《女浩克》和《黑豹2：瓦干達萬歲》的製作。盧卡斯影業則公開了《STAR WARS：天行者的崛起》的幕後預覽。
華特迪士尼影業展示了真人版《花木蘭》的預告、《黑魔女2》的延長片段、《叢林奇航》的片段，以及真人版前傳《時尚惡女：庫伊拉》的影像。本屆博覽會也是迪士尼首次展示20世紀福斯的項目，公開了即將上映的《賽道狂人》、《變身特務》和《金牌特務：金士曼起源》的片段。迪士尼主席阿倫·霍恩表示雖然博覽會上不會公布更多福斯的消息，但未來會陸續釋出更多相關資訊。

### 2020年
2020年11月16日至20日，首屆Destination D23虛擬活動以線上形式舉行，主題為「D23奇幻世界慶典」。由於2019冠状病毒病疫情，活動全程改為數位形式，並公布了線上活動與展示內容。

### 2021年
2021年11月19日至21日，Destination D23活動在佛羅里達州迪士尼世界度假區的當代度假酒店與線上同步舉行，活動也是迪士尼世界50週年慶祝活動的一部分。

### 2022年
第七屆D23博覽會於2022年9月9日至11日在加州阿納海姆會議中心舉行。原定於2021年舉辦，但因2019冠状病毒病疫情而推遲一年。本屆博覽會中，迪士尼首次展示了全新製作的華特迪士尼影業標誌，由迪士尼工作室內容部與光影魔幻工業共同打造，並搭配克里斯多夫·雷克編曲的新版《向星星許願》。皮克斯和華特迪士尼動畫工作室公開了《元素方城市》和《奇異冒險》的首度片段，並宣布了《腦筋急轉彎2》、《地球特派員》和《星願》的製作計劃。華特迪士尼影業則展示了《小美人魚》、《彼得潘和溫蒂》、《曼哈頓奇緣2：幸福真諦》、《白雪公主》和《幽靈公館》的片段，並宣布了《獅子王：木法沙》的計劃。
漫威影業揭示了《暗夜狼人》，並展示了《黑豹2：瓦干達萬歲》、《鋼鐵心》、《蟻人與黃蜂女：量子狂熱》、《洛基》、《迴聲》、《秘密入侵》和《驚奇隊長2》的搶先片段。盧卡斯影業公開了《印第安納瓊斯：命運輪盤》的預告，並展示了《星際大戰：絕地傳奇》、《曼達洛人》和《新風雲際會》的片段。
此外，20世紀影業宣布與Netflix合作推出《刺客信條》電視劇，並展示了《阿凡達：水之道》的新場景片段。迪士尼品牌電視部門也預覽了多部Disney+獨家影集，包括《西遊ABC》、《布偶秀大混亂》和《波西傑克森》。
本次活動還包括「迪士尼百年慶典」的展覽與專題討論、對《魔法满屋》的特別致敬，以及由蘇珊·伊根與安娜莉絲·范德波爾領銜的迪士尼公主音樂會。《紐約時報》估算，2022年博覽會的參加人數達到約14萬人。

### 2023年
Destination D23活動於2023年9月8日至10日在佛羅里達州迪士尼世界度假區的當代度假酒店及線上舉行，是迪士尼百年慶祝活動的一部分。

### 2024年

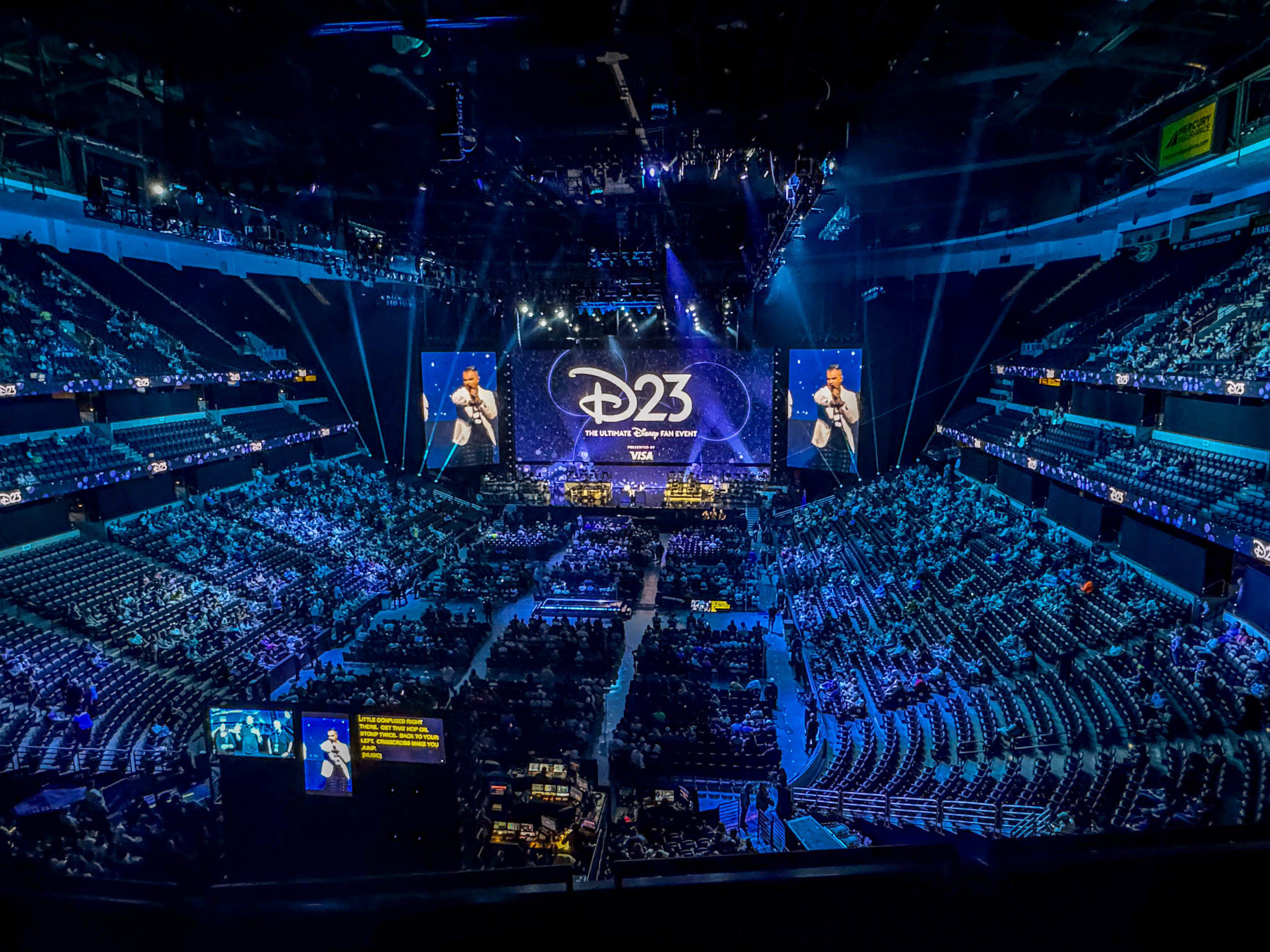
本田中心的D23活動，攝於2024年。

第八屆D23粉絲活動於2024年8月9日至11日在加州阿納海姆會議中心舉行。此次活動取消了「博覽會」的稱呼，改名為「D23：終極迪士尼粉絲活動」。8月8日，活動在迪士尼樂園度假區揭幕，接下來的三天中，會議中心內舉辦了購物活動、展覽與專題討論。每晚的壓軸活動則於本田中心舉行，包括8月9日的「迪士尼娛樂展示」、10日的「迪士尼體驗展示」、以及11日的「迪士尼傳奇頒獎典禮」。
值得注意的是，活動票價範圍從三日通行的約300美元到最佳觀賞席位的2599美元不等。部分體驗展示還通過《要塞英雄》遊戲內播出，並首播了下一季《堡垒之夜：空降行动》模式的預告片。
此外，首屆D23巴西活動於2024年11月8日至10日在聖保羅的泛美博覽中心舉行。迪士尼於當年1月的消費電子展上宣布，D23活動將邁向全球化，並計劃在11月於巴西舉辦這一全新活動，這也是迪士尼粉絲大會首次在巴西舉行。

### 2025年
Destination D23活動預定於2025年8月29日至31日在佛羅里達州迪士尼世界的科羅納多泉度假村舉行，規模將是以往活動的兩倍。

## 另見
- Disney+ Day
- DC粉絲圓頂
- Tudum

## 外部連結
- 官方网站
- Press release announcing launch of D23 （页面存档备份，存于） at PR Newswire